# Експлойтед
„Експлойтед“ (на английски: The Exploited) е шотландска пънк група, създадена в Единбург от вокалиста Тери Бюкан през 1979 г.
Известна е със своите анархистични, пълни с гняв и протест текстове на песни. Въпреки множеството промени в състава, групата продължава съществуването си през 21 век и привлича почитатели от цял свят.

## История
Започват като стрийт пънк и ой група, но по-късно се трансформират в по-бърза хардкор пънк и кросоувър траш банда с политическа насоченост. От 1987 насетне (приблизително момента, когато излиза Death Before Dishonour)започват да включват елементи от кросоувър траш звученето.
Подписват със Сикрет Рекърдс през март 1981 г. и издават първото си EP — Army Life. То е последвано от дебютния албум Punk Not Dead.

## Дискография[3]

### Студийни албуми
- Punk's Not Dead – 1981 г.
- Troops of Tomorrow – 1982 г.
- Let's Start a War...Said Maggie One Day – 1983 г.
- Horror Epics – 1985 г.
- Death Before Dishonour – 1987 г.
- The Massacre – 1990 г.
- Beat the Bastards – 1996 г.
- Fuck the System – 2003 г.

### Концертни албуми
- On Stage – 1981 г.
- Live at the White House – 1987 г.
- Live and Loud!! – 1987 г.
- Live Lewd Lust – 1989 г.
- Apocalypse Tour 1981 – 1994 г.
- Live in Japan – 1994 г.
- Live On Stage – 2000 г.